# Quốc huy România
Quốc huy România đã được thông qua bởi Nghị viện România vào ngày 10 tháng 9 năm 1992 như một biểu tượng đại diện cho Romania. Nó được dựa trên quốc huy của Vương quốc România (được sử dụng từ năm 1922 đến 1947), được thiết kế lại bởi Victor Dima. Quốc huy này bao gồm một tấm khiên màu xanh, nổi bật là hình một con đại bàng aquila màu vàng ngậm một cây thánh giá trong mỏ của nó, một vương trượng và một thanh kiếm trong móng vuốt của nó. Màu sắc chủ yếu của quốc huy gồm: đỏ, vàng, và xanh dương, trùng với màu sắc của Quốc kỳ România. Vương miện thép của România được thêm vào ngày 11 tháng 7 năm 2016.

## Các quốc huy trong lịch sử

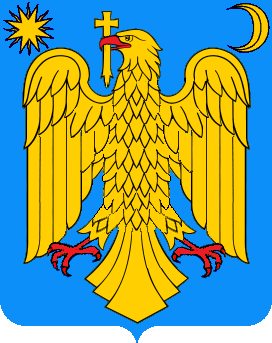
Huy hiệu Wallachia
Quốc huy Moldavia
Quốc huy Transylvania
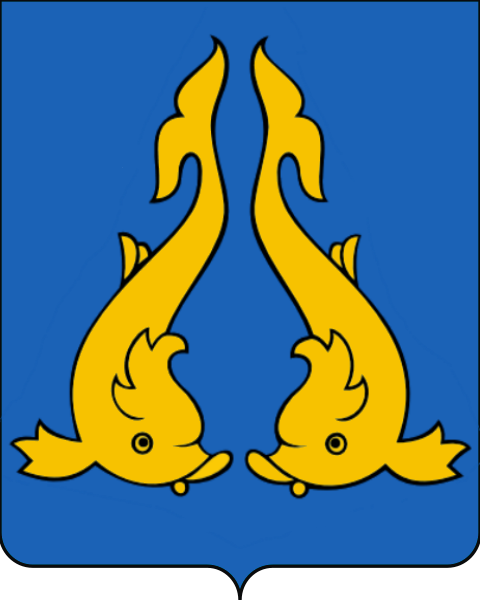
Huy hiệu Dobruja
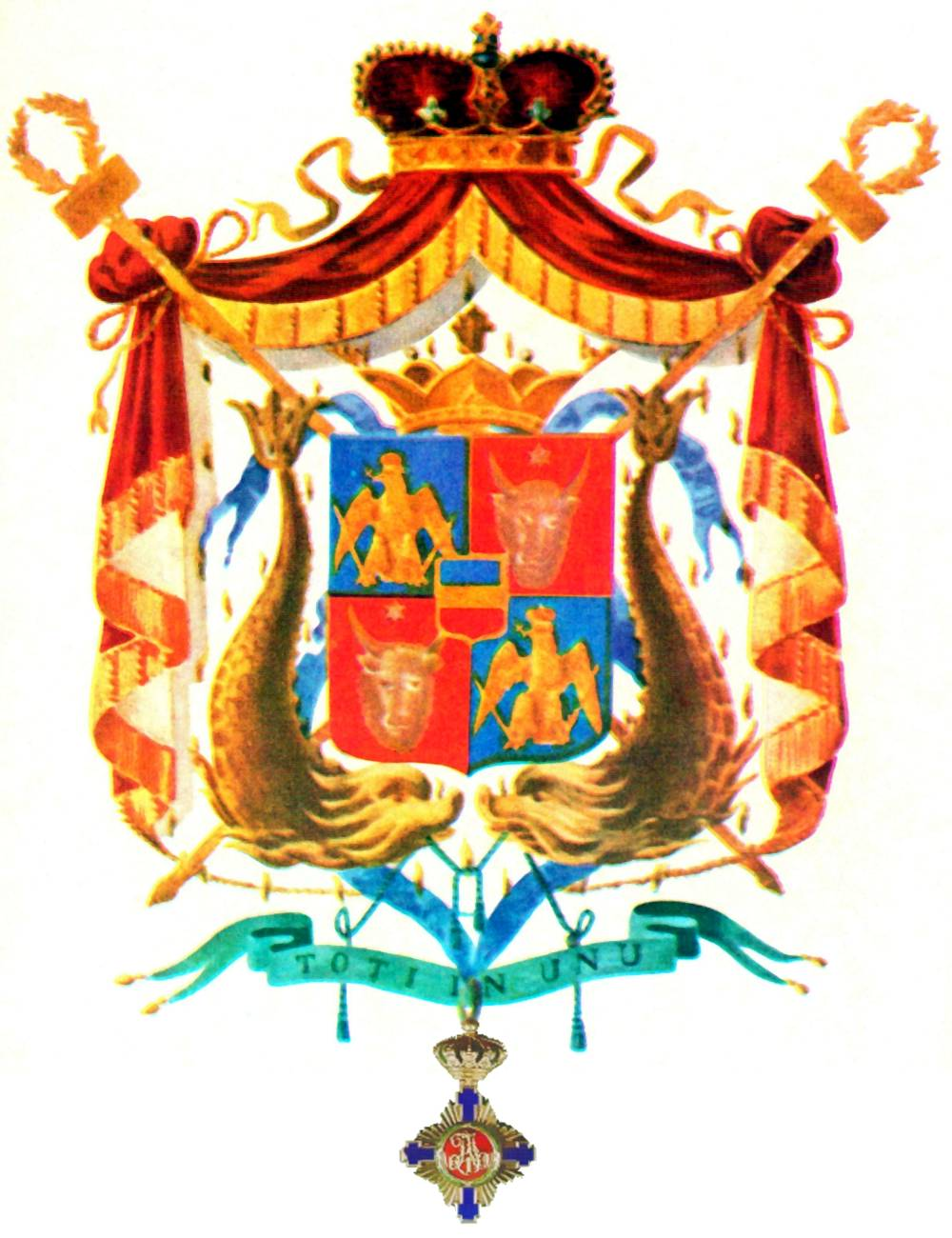
Bản vẽ được sử dụng làm quốc huy không chính thức (1864  –  1866)
Quốc huy của Thân vương quốc Liên hiệp România (1867  –  1872)
Quốc huy của Thân vương quốc Liên hiệp România (1872  –  1881)
Quốc huy Vương quốc România (1881  –  1922)
Tiểu huy hiệu của Vương quốc România (1922  –  1947), sử dụng trên tem và con dấu
Trung huy hiệu của Vương quốc România (1922  –  1947), sử dụng bởi Lục quân và các chính quyền Nhà nước
Đại huy hiệu của Vương quốc Romania (1922  –  1947), sử dụng trong các văn bản của vua và nhiều tài liệu quốc tế quan trọng khác, cũng như trên quốc kỳ
Quốc huy Cộng hòa Nhân dân România (tháng 1  –  3 năm 1948)
Quốc huy Cộng hòa Nhân dân România (tháng 3 năm 1948  –  1952)
Quốc huy Cộng hòa Nhân dân România (1952  –  1965)
Quốc huy Cộng hòa Xã hội chủ nghĩa România (1965  –  1989)
Quốc huy România (1992 – 2016)
Quốc huy România từ năm 2016